# Oogbad
Een oogbad (meestal verkleind tot oogbadje) of oogglaasje is een medisch-cosmetisch hulpmiddel.
Deze kleine glaasjes werden gevuld met gedestilleerd water om een vuiltje uit het oog te verwijderen of om droge, geïrriteerde of vermoeide ogen te spoelen. Doordat ze een smalle ovale rand hebben, zijn ze niet geschikt en ook niet bedoeld om uit te drinken.
Tot de industriele revolutie moest men voor deze kleine ingreep nog naar de drogist of apotheker, maar later konden ze machinaal worden vervaardigd in plaats van mondgeblazen en behoorde ze tot de standaard uitrusting van een reisapotheek. Er werden zowel porseleinen als glazen oogbadjes in verschillende kleuren glas gefabriceerd in verschillende uitvoeringen. Dit kan een glaasje op een voetje zijn of meer als een klein bakje (1850-1900). Ook uitvoeringen met een bolle onderkant of een zuignapje kwamen voor (dit wordt dan een oogdouche genoemd).